# 티타노코리스
티타노코리스(학명: Titanokorys gainesi 티타노코리스 가이네시[*])는 캄브리아기 중기에 출현했던 후르디아과 방사치류(원시적인 절지동물 줄기군 무리로 고생대 초반에 살았다)의 일종이다. 단계통으로 티타노코리스속의 유일한 종이자 모식종이다. 몸길이가 50cm로 캄브리아기에 살았던 후르디아과 방사치류 중에서 몸집이 가장 컸으며 당대에 살았던 동물들 중에서도 가장 큰 동물 중 하나였다. 근연종인 캄브로라스테르와 닮은 점이 있다. 2018년 티타노코리스의 화석들이 버지스 셰일 안에 있는 마블 협곡 산지 내에서 처음 발견되었다. 해당 화석은 캄브로라스테르의 거대 표본으로 추정되어 2021년까지 이름을 붙이지 못했다.
티타노카리스는 캄브로라스테르, 아노말로카리스, 페이토이아, 후르디아처럼 버지스 셰일에서 발견된 방사치류의 일부였다. 커다란 앞경판(머리를 덮는 갑각으로 H판이라고도 부른다) 및 앞·아랫면으로 한 쌍의 가시가 나 있다는 점 때문에 외관상 다른 버지스 셰일 방사치류와는 차이가 있다. 전방 부속지는 형태상 먹잇감을 찾기 위해 모래를 거르는 용도로 사용했을 것으로 추정된다. 또한 해저면에 있는 유기체들을 퍼 담는 데 앞경판을 사용해 먹이를 섭취했던 것으로 여겨진다. 따라서 먹이를 가두는 데에 전방 부속지(모든 방사치류들이 가지고 있는 움켜쥘 수 있는 길다란 구조물)를 사용해 먹이를 섭취할 수 있었다. 그 크기 때문에 티타노코리스는 버지스 셰일의 우점 육식동물이자 생태계 내에서 가장 덩치가 큰 동물 중 하나였을 것이다.

## 발견사 및 어원
속명은 그리스 신화에서 나오는 거인족, ‘티탄’과 고대 그리스어 κόρυς(코리스→투구)의 조어로 머리경판의 평범하지 않은 크기를 뜻한다. 종소명 가이네시(gainesi)는 미국의 지질학자 로버트 R. 게인즈(Robert R. Gaines)의 성씨에서 따온 것으로, 2012년 버지스 셰일에서 새로운 화석 퇴적층을 발견하는 데 큰 기여를 한 사람이다.
티타노코리스속 및 모식종은 2021년 장-베르나르 카론 및 Joseph Moysiuk이 최초로 기재한 것이다. 이 연구는 브리티시컬럼비아 내 쿠트네이 국립공원(Kootenay National Park) 북쪽의 토쿰만(Tokumm Creek)에 있는 마블 협곡(Marble Canyon)에서 발굴된 12점의 표본들을 기반으로 하였다. 이전에 알려진 모든 표본들은 무척추동물 고생물학 부서(ROMIP)에 속한 로얄 온타리오 박물관(ROM)에서 보관 중에 있다. 학명을 붙이기 전, 연구진은 이 동물에게 종종 ‘모선’ 또는 ‘우주왕복선’이라는 별칭을 붙였는데, 그 이유인 즉슨 커다란 머리 부분이 마치 우주선을 닮은 생김새였기 때문이다.

## 특징
티타노코리스의 화석들은 5억 8백만 년 전으로 거슬러 올라가는, 브리티시컬럼비아의 유명한 라거슈타테인 버지스 셰일에서 발견되었다. 관절화되지 않은 머리 경판과 전방 부속지, 구주만이(방사치류의 구기로 카메라 렌즈를 닮은 모양이다) 발견되었다. 제약된 발견으로 인해 티타노코리스의 구주에 대해서는 거의 알려진 바가 없지만, 치판은 대부분의 다른 후르디아류처럼 표면이 매끈하다. 가장 큰 경판(약 27cm로 측정된다)과 가장 가까운 캄브로라스테르에서 추론한 비율을 바탕으로 할 때, 티타노코리스의 완전한 몸길이는 약 50cm인 것으로 추정된다. 티타노코리스는 세 갈래로 나뉜 전면부의 앞경판과 옆경판으로 인해 다른 방사치류들과 구분이 된다. 전방 부속지는 캄브로라스테르의 전방 부속지와 구분이 거의 불가하며, 지절은 짧고 5개의 내돌기가 달리고 내돌기에는 길고 빽빽이 들어찬 보조 가시들이 한 줄로 달린다. 이 부속지는 미시적이거나 거시적 크기의 먹잇감들을 잡아채서 먹는 ‘여과섭식성’에 특화되어 있었을 것으로 보인다. 티타노코리스는 아노말로카리스, 페이토이아, 후르디아 같은 다른 버지스 셰일 방사치류들과 함께 살았다. 꽤 많은 대형 육식성 방사치류가 한 데 살았다는 사실은 캄브리아기의 군집이 매우 다양해 커다란 최상위 포식자들의 많은 수를 지탱했음을 의미한다.

### 캄브로라스테르와의 비교

티타노코리스와 캄브로라스테르의 일부 해부구조에서 오는 차이점
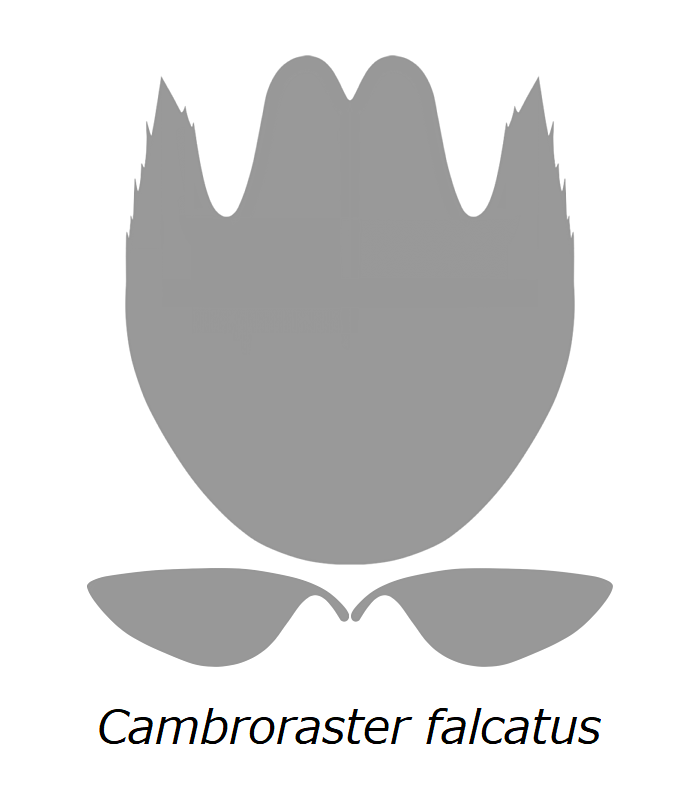
캄브로라스테르의 머리경판
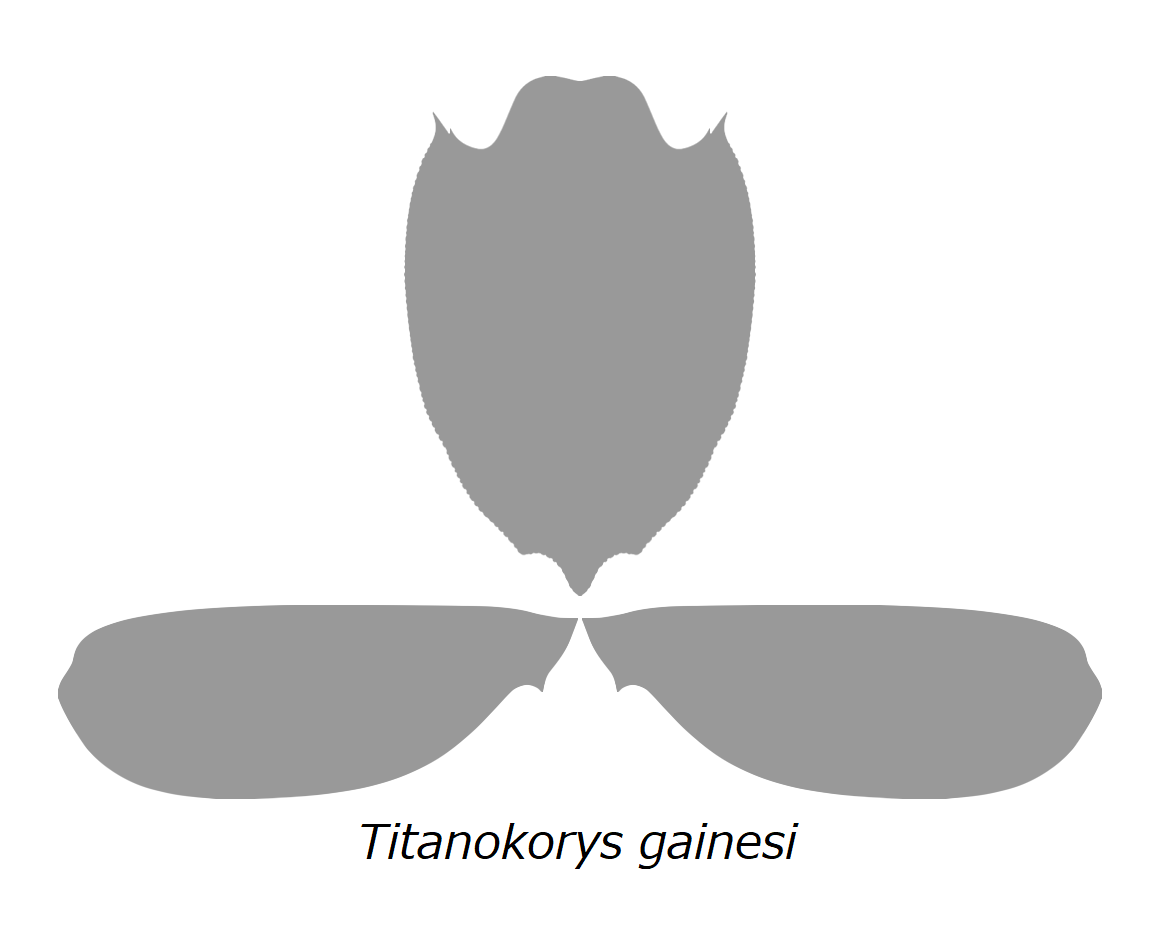
티타노코리스의 머리경판
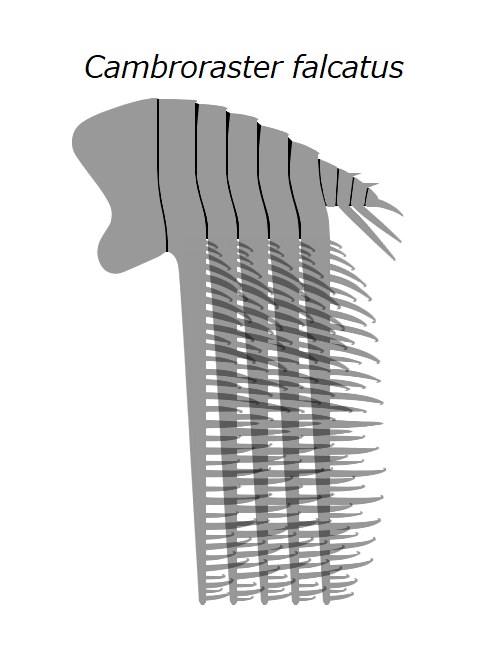
캄브로라스테르의 전방 부속지
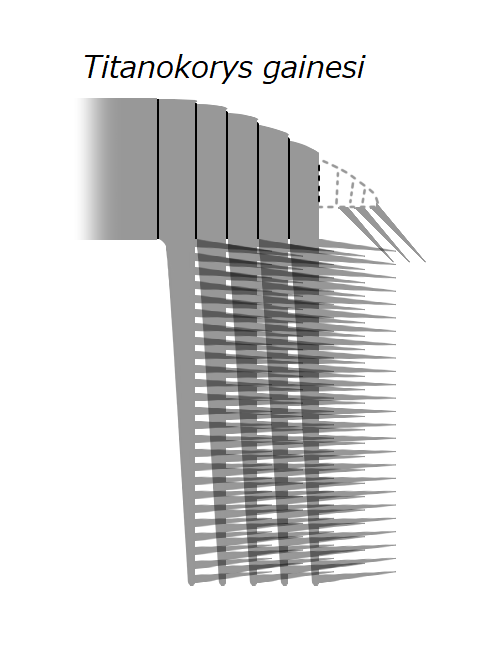
티타노코리스의 전방 부속지
- 캄브로라스테르의 복원 영상
- 캄브로라스테르에 기반한 티타노코리스의 복원 가설 영상

티타노코리스와 비슷하게 생긴 캄브로라스테르가 함께 살았다. 캄브로라스테르는 근연종으로 한 때 이 종의 거대 표본으로 여겨졌던 티타노카리스와 닮았다. 둘 사이의 큰 차이점으로는 크기와 몸길이로, 캄브로라스테르는 몸길이가 30cm인 반면에 티타노카리스는 50cm 정도이다. 또 다른 차이점으로는, 캄브로라스테르의 경우 앞경판의 모양이 편자 모양이며 최대 폭이 18cm인 점이 있다. 한편, 티타노코리스는 머리경판의 끝이 좀 더 뾰족하며 길이가 27cm로 더 크다. 두 속의 전방 부속지는 거의 동일하나 티타노코리스의 부속지에 있는 2차 가시가 좀 더 긴 편이며, 끝이 갈고리처럼 휘어져 있지 않아 캄브로라스테르의 것처럼 생겼다.

## 계통 분류
티타노코리스속은 후르디아과에 속한다. 후르디아과는 길쭉한 머리경판들과 사방사성의 구기(구주)와 함께 전면부에만 작은 가시들이 나 있는 길쭉한 내돌기가 각각 한 줄로 달려 갈퀴 모양의 전방 부속지를 가진 다른 방사치류들과는 차이가 있다. 코르다티카리스, 캄브로라스테르 및 정거카리스와 함께 파생된 계통군으로 여겨진다. 한편 스탄레이카리스 및 스킨데르하네스의 경우 가장 초기의 후르디아과로 여겨진다.

## 생태
다른 후르디아과 방사치류와 달리 저영성 동물로 해저면 위에서 느리게 헤엄치면서 침전물을 걸러먹었을 것이다. 커다랗게 튀어나온 등갑으로 퇴적물을 퍼 올려 전방 부속지로 우리 모양으로 먹이를 가둔 뒤 입으로 가져왔을 것으로 추정된다. 캄브로라스테르와 함께 화석이 보존된 것 때문에 티타노코리스가 캄브로라스테르와 동일 지역에서 살았던 것으로 추측된다. 티타노코리스는 산지가 생전에 이 동물의 서식 범위의 가장자리 근처에서 발견된 것으로 여겨지기 때문에 마블 협곡에서는 비교적 희귀한 발견물이다.
마블 협곡 발굴지의 깊이 때문에 캐서드럴 급경사면(Cathedral Escarpment)과 비교해 볼 때, 티타노카리스와 당시의 동물군은 중층표영대(中層漂泳帶) 환경에서 서식했을 가능성이 크다. 최근의 연구에서도 해당 지역에서 염수지의 증거를 발견하여, 이러한 누층들이 저서성 환경의 일부 지역에 존재했음을 시사한다.
크기면의 차이를 바탕으로 티나노코리스는 아마도 대형 먹이를 사냥해 캄브로라스테르와의 경쟁을 피함으로써 다른 생태적 지위를 이용했을 것이다. 캄브로라스테르 외에도 다른 동물들이 공존했다. 이 지역의 동물상에는 히메노카리나목의 토쿰미아 및 발후티카리스, 원시 척삭동물인 메타스프리기나, 이속시스목 절지동물인 수루시카리스 등이 있다. 절지동물의 모든 줄기군 및 전체군과 마찬가지로, 티타노코리스는 더 크게 자라기 위해서는 외피를 벗어야 했다. 이것은 탈피 흔적의 더미에 해당하는 것으로 보이는 모식표본 (ROMIP 65415)을 증거로 들 수 있다. 간혹 이러한 허물 화석들은 그 주변에서 아그노스투스목에 속하는 페로놉시스의 표본들이 무더기로 함께 발견된다. 페로놉시스의 화석표본들이 왜 티타노코리스의 허물 주변에 있는지는 불분명하나, 이들이 탈피 잔여물을 먹어치웠거나 그 주변에서 자란 생물막을 갉아먹었을 가능성은 있다.

## 같이 보기
- 버지스 셰일